# Beta Canum Venaticorum
Beta Canum Venaticorum (Chara / Asterion) is een gele dwerg met een spectraalklasse van G0.V. De ster bevindt zich 27,63 lichtjaar van de zon. β CVn (Beta Canum Venaticorum) werd in juli 1828 onderzocht door de Britse astronoom John Herschel die rond deze ster een nevel meende waar te nemen. Aldus kreeg de ster β CVn ook het catalogusnummer NGC 4530.